# Lommagölen (Åryds socken, Blekinge)
Lommagölen är en sjö i Karlshamns kommun i Blekinge och ingår i Bräkneån-Mieåns kustområde. Sjön har en area på 0,0884 kvadratkilometer och ligger 26,5 meter över havet.

## Delavrinningsområde
Lommagölen ingår i det delavrinningsområde (623061-145087) som SMHI kallar för Mynnar i havet. Medelhöjden är 30 meter över havet och ytan är 9,17 kvadratkilometer. Det finns inga avrinningsområden uppströms utan avrinningsområdet är högsta punkten. Avrinningsområdets utflöde Årydsån mynnar i havet. Avrinningsområdet består mestadels av skog (70 %) och jordbruk (13 %). Avrinningsområdet har 0,09 kvadratkilometer vattenytor vilket ger det en sjöprocent på 1 %. Bebyggelsen i området täcker en yta av 0,65 kvadratkilometer eller 7 % av avrinningsområdet.